# Energeticismo
Energeticismo, também chamado de energismo ou energética  ( em alemão: Energetik   ), é uma teoria substituída na ciência que defende que a energia é o elemento final da realidade física. O energeticismo foi desenvolvido no final do século XIX por Wilhelm Ostwald, Georg Helm e Pierre Duhem . A teoria também foi promovida pelo físico Ernst Mach, que se opunha à teoria atômica, embora seu comprometimento total com o energeticismo fosse, por vezes, ambíguo. O energeticismo buscava substituir a hipótese de átomos e moléculas por relações de energia.
Ludwig Boltzmann e Max Planck refutaram constantemente a ideia do energeticismo em favor da teoria atômica . O programa do energeticismo perdeu força no século XX com a confirmação experimental da existência dos átomos.

## Origem
Enquanto lecionava química no Instituto Politécnico de Riga, Wilhelm Ostwald passou a acreditar que certas reações só poderiam ser explicadas em termos de energia, sem a necessidade de invocar a hipótese da existência de átomos. Ele foi inspirado pelo trabalho de Josiah Willard Gibbs sobre termodinâmica . Durante uma palestra inaugural em 1887 na Universidade de Leipzig, Ostwald delineou seu programa de energética como uma alternativa à teoria atômica. Em 1982, na segunda edição de seu livro-texto sobre físico-química, ele enfatizou que os princípios energéticos deveriam evitar qualquer consideração atomística. Ele se opunha à redução da química à mecânica e defendia a substituição dos conceitos de massa e matéria pela energia.
Paralelamente, o matemático Georg Helm publicou seu princípio da energia no livro A Teoria da Energia ( em alemão: Die Lehre von der Energie   ) em 1887, como uma extensão do princípio de conservação de energia . Em um ensaio de 1890, ele propôs reduzir a mecânica à energética com base neste princípio. Em 1892, sugeriu aplicar esta mesma abordagem à eletricidade e ao magnetismo . Este princípio pode ser expresso na equação:
{\displaystyle \mathrm {d} U\leq T\mathrm {d} S-p\mathrm {d} V} ,
onde d U é uma variação da energia interna de um sistema, T é a temperatura, d S é a variação da entropia, p é a pressão e d V a variação do volume. Este princípio recupera a primeira lei da termodinâmica apenas quando a igualdade é mantida. Helm modificou o sinal de igual para uma desigualdade na tentativa de descrever processos irreversíveis.

## Debate de Lübeck
Em 1895, Boltzmann, que apoiava a teoria atômica à luz de sua mecânica estatística recentemente desenvolvida, organizou um debate com Ostwald a ser realizado durante uma conferência científica em Lübeck, Alemanha. Boltzmann já havia preparado seus argumentos em correspondência privada com Ostwald após a publicação de seu livro. A Conferência Científica de Lübeck ( em alemão: Lübeck Naturforscherversammlung   ) ocorreu em setembro daquele ano, com o matemático Georg Helm e Ostwald apoiando o energicismo no debate, e Boltzmann e o matemático Felix Klein apoiando o atomismo. Mach não estava presente. Arnold Sommerfeld registra sua impressão da conferência: 
 
Após a conferência, Helm e Ostwald se apressaram em escrever artigos de resposta. Mach concluiu seu livro Princípios da Teoria do Calor em 1886, no qual registrou que o energúmeno, mesmo que falho, era melhor do que as teorias mecanicistas de Boltzmann. Max Planck escreveu um artigo após a conferência "Contra a Nova Energética", em oposição à teoria de Ostwald.

## Energética de Duhem
Na França, a energética ( em francês: énergetique   ) foi defendida pelo físico e filósofo da ciência Pierre Duhem . Ele estava convencido de que toda a química e física, incluindo a mecânica, a eletricidade e o magnetismo, poderiam ser derivadas de princípios termodinâmicos. Ele se opôs à ideia de átomos como constituintes da matéria.
Duhem escreveu uma publicação em 1897 sobre mecânica química onde usou o termo energética. Esta publicação se desenvolveu em um curso de termodinâmica de 1898 a 1899, intitulado não oficialmente " Énergetique" . Duhem desenvolveu um curso especializado em energética de 1904 a 1909, a ser publicado posteriormente.
Duhem enviou um rascunho de sua crítica sobre a eletrodinâmica de James Clerk Maxwell para Pierre Curie em 1902. Ele considerou a crítica de Duhem imprudente e sem uma alternativa adequada. Curie disse a Duhem: "Estou em total desacordo com sua teoria do magnetismo".
Em 1903, Jean Baptiste Perrin em seu livro Traité de la chimie Physique criticou a energética por suas "obscuridades teóricas". Um ano depois, Paul Langevin foi o primeiro a expressar publicamente sua discordância com Duhem durante um simpósio no Musée de pédagogie em Paris. Langevin referiu-se ao energúmeno como um ignorabimus, tentando impor limitações ao conhecimento científico.
Duhem finalmente publicou seus dois volumes "Tratado sobre energética" ( em francês: Traité d'energétique   ) em 1911, que foi bem recebido por Ostwald e Helm. Nenhuma das contribuições de Albert Einstein foi mencionada.

## A renúncia de Ostwald como teoria física
Com base nas evidências dos experimentos de Perrin que confirmaram a teoria de Einstein sobre o movimento browniano, Ostwald renunciou ao energeticismo como teoria física em sua quarta edição do Outline of General Chemistry em 1908, adotando a teoria atômica. No entanto, ele modificou o energicismo em uma filosofia ontológica, apoiada pela equivalência massa-energia recentemente descoberta por Einstein E=mc2 .
By 1918 most physicists had adhered to atomic theory.

## Sociologia e psicologia
Depois de 1908, Ostwald redirecionou sua filosofia para fenômenos sociológicos e culturais como parte da energética sociológica ( em alemão: Soziologische Energetik   ). Ele tentou criar uma hierarquia para classificar as ciências e as ciências sociais com base na vida, energia e ordem.
O sociólogo Max Weber se opôs às opiniões de Ostwald. Em 1909, Weber acusou a energética sociológica de ser ideológica, subestimando a complexidade das ciências sociais e superestimando a importância de reformular fenômenos na terminologia energética. Weber também se opôs à ideia de "energia psicológica" para explicar a psicologia e acusou Ostwald de tentar derivar um " é" de um "deveria ser ".